# Ahvenlampi (sjö i Finland, Mellersta Österbotten)
Ahvenlampi är en sjö i Finland. Den ligger i kommunen Perho i landskapet Mellersta Österbotten, i den centrala delen av landet, 400 km norr om huvudstaden Helsingfors. Ahvenlampi ligger 199 meter över havet. Arean är 9,8 hektar och strandlinjen är 1,47 kilometer lång. Sjön  ingår i Perho å huvudavrinningsområde.   I omgivningarna runt Ahvenlampi växer i huvudsak blandskog.